# Шилікти (Актогайський район)
Шилікти́ (каз. Шілікті) — село у складі Актогайського району Павлодарської області Казахстану. Входить до складу Жолболдинського сільського округу.
Населення — 94 особи (2021; 126 у 2009, 202 у 1999, 264 у 1989).
Національний склад станом на 1989 рік:
- казахи — 100 %.

У радянські часи село називалось також Шилікті.